# Wilen bei Neunforn
Wilen bei Neunforn è un villaggio  svizzero posto al confine tra il Canton Turgovia  e il Canton Zurigo. La parte turgoviese costituisce una frazione del comune di Neunforn (distretto di Fraunfeld), mentre la parte zurighese costituisce una frazione del comune Stammeheim (distretto di Andelfingen).

## Geografia fisica.

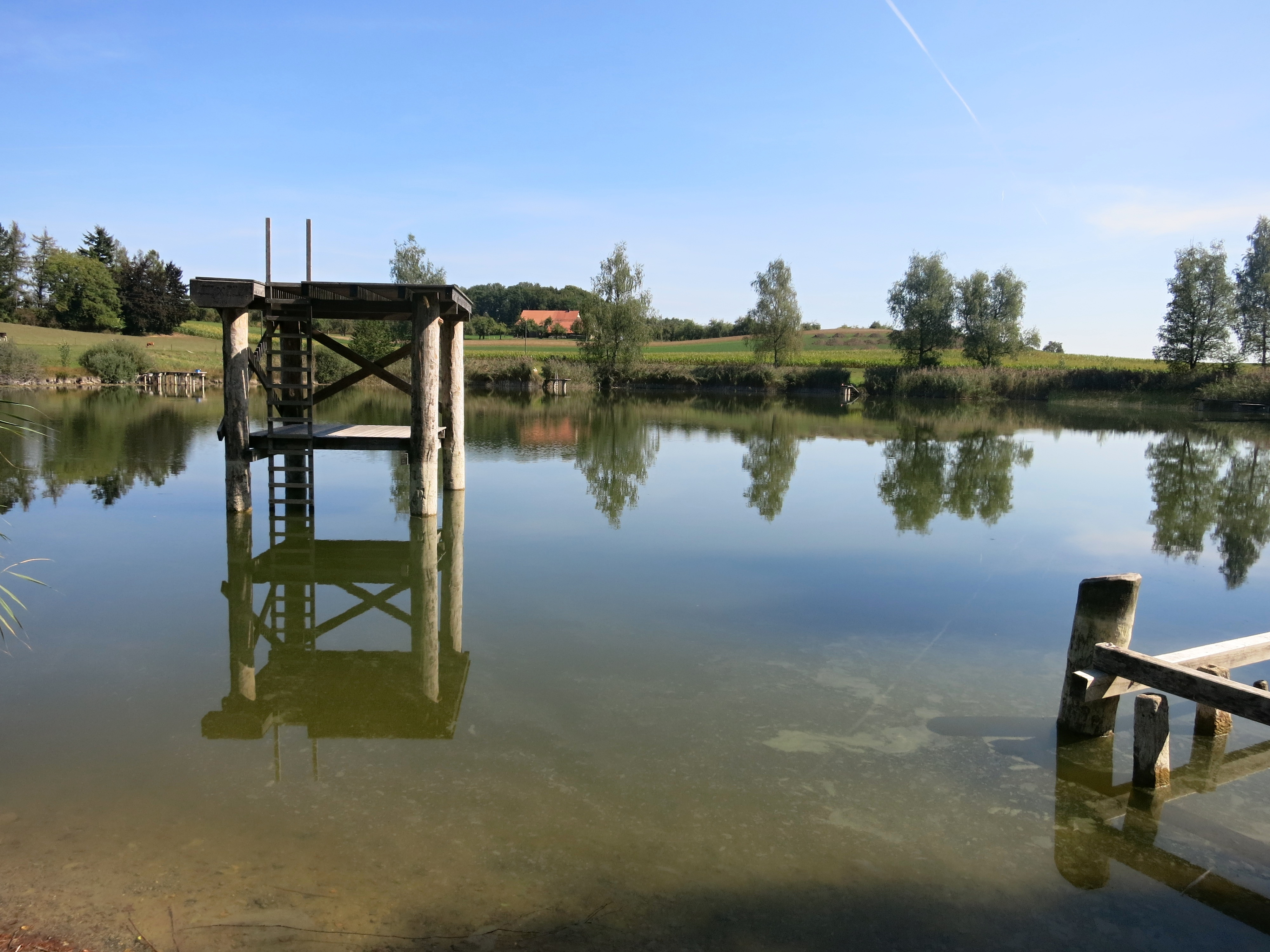
Il lago di Wilen

Presso Wilen bei Neunforn si trova il lago di Wilen.

## Storia

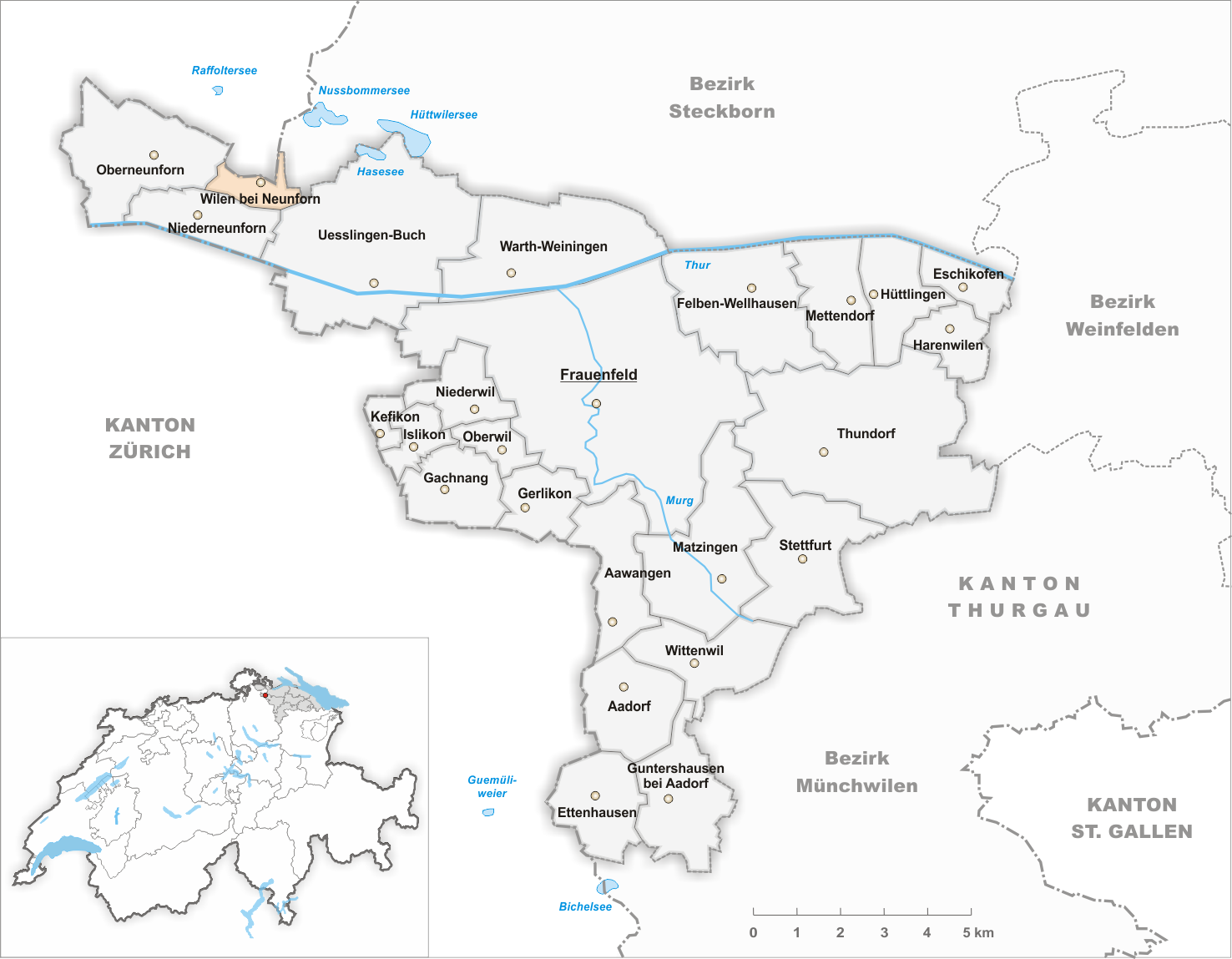
Il territorio del comune di Wilen bei Neunforn prima degli accorpamenti comunali del 1996

La parte turgoviese, già comune autonomo (Ortsgemeinde) istituito nel 1853 per scorporo dal comune di Niederneunforn, nel 1996 è stata aggregata agli altri comuni soppressi di Niederneunfo e diOberneunforn per formare il nuovo comune di Neunforn. La parte zurighese dal 1798 al 2018 apparteneva al comune di Oberstammheim che si è aggregata a Unterstamheim e Waltalingen per formare dal 1° gennaio 2019 il comune di Stamheim

## Società

### Evoluzione demografica
L'evoluzione demografica è riportata nella seguente tabella:
Abitanti censiti

## Amministrazione
Ogni famiglia originaria del luogo fa parte del cosiddetto comune patriziale e ha la responsabilità della manutenzione di ogni bene ricadente all'interno dei confini della frazione.